# Drestedt
Drestedt ist eine Gemeinde im Landkreis Harburg in Niedersachsen.

## Geografie

### Lage
Drestedt liegt nördlich des Naturparks Lüneburger Heide an der Este. Die Gemeinde gehört der Samtgemeinde Hollenstedt an, die ihren Verwaltungssitz in der Gemeinde Hollenstedt hat.

### Gemeindegliederung
Zur Gemeinde Drestedt gehört das Dorf Drestedt, die Siedlung Drestedt-Bahnhof nördlich des Dorfes, die Este-Siedlung westlich des Dorfes und die Siedlung Drestedt-Valzik.

## Geschichte
Bis zum Jahr 1900 bildeten die Gemeinden Drestedt, Kakenstorf, Trelde und Sprötze die Gemeinde Die Vierdörfer. Drestedt ist heute eine eigenständige Gemeinde zugehörig zur Samtgemeinde Hollenstedt, Kakenstorf gehört zur Samtgemeinde Tostedt, und Trelde und Sprötze sind 1972 zu Buchholz in der Nordheide eingemeindet worden.

## Politik

### Gemeinderat
Der Rat der Gemeinde besteht aus neun Mitgliedern, durch eine Kommunalwahl für jeweils fünf Jahre gewählt.
Die vergangenen Gemeinderatswahlen ergaben folgende Sitzverteilungen:
| Wahljahr | WGD                                                                                   | FLD | CDU | Gesamt  |
| 2021     | 5                                                                                     | 4   | -   | 9 Sitze |
| 2016     | 6                                                                                     | 3   | -   | 9 Sitze |
| 2011     | 7                                                                                     | -   | 2   | 9 Sitze |
|          | __________________________ WGD: Wählergemeinschaft Drestedt FLD: Freie Liste Drestedt |     |     |         |

Stand: Kommunalwahl 12. September 2021

### Bürgermeister
Der ehrenamtliche Bürgermeister Bernd Apel wurde im November 2016 gewählt.

### Wappen
Blasonierung: Schild gespalten. Rechts von Rot und Silber dreimal geteilt. Links in Silber drei rote Häuser mit schwarzen Dächern. Die drei Gebäude symbolisieren die Häuser der Bauern, die an der Gründung des Dorfs maßgeblich beteiligt waren.

## Wirtschaft und Infrastruktur

### Verkehr
- Die Bundesstraßen 75 und 3 grenzen an das Gemeindegebiet südlich und östlich an.
- Bis 1968 hielten Züge der stillgelegten Bahnstrecke Bremerhaven-Wulsdorf–Buchholz am Bahnhof Drestedt. Hier zweigte von 1935 bis 1945 die Strecke zum Militärflugplatz Wenzendorf und 1945–1948/49 die Strecke zur ehemaligen Marinetorpedolagerstätte bei Todtglüsingen ab.[4]